# Casimiro Carabias
Casimiro Carabias (f. 1887) fue un escritor y periodista español.

## Biografía
Autor de novelas, comedias y estudios históricos, colaboró en El Imparcial de Madrid, El Diario de Bilbao y otros periódicos, dirigiendo en Valladolid el diario El Eco de Castilla. Falleció el 2 de agosto de 1887 en su domicilio, víctima de un disparo accidental realizado por un niño de unos nueve años, al parecer hijo suyo. Fue padre de Manuel Carabias Salcedo (n. 1878) y Julio Carabias Salcedo (n. 1883).